# Mólojiv
Mólojiv (ucraniano: Мо́лохів) es un pueblo de Ucrania, perteneciente al municipio rural de Saranchuký, en el raión de Ternópil de la óblast de Ternópil.
En 2001, el pueblo tenía una población de 32 habitantes.
Se ubica unos 5 km al oeste de la capital municipal Saranchuký, junto al límite con la óblast de Ivano-Frankivsk.

## Historia
Antes de su integración en el actual municipio de Saranchuký en 2017, el pueblo era una pedanía del consejo rural de Kótiv, en el raión de Berezhany.